# Sabbatruhe-Advent-Gemeinschaft
Die Sabbatruhe-Advent-Gemeinschaft (SAG) oder auch engl. Sabbath Rest Advent Church (SRCA) ist eine adventistische Sondergemeinschaft. Öffentlich tritt sie meist unter dem Namen live2give auf.

## Geschichte

### Entstehung
In den 1950er verstand sich der Australier Frederic Thomas Wright als Botschafter Gottes und vertrat die Ansicht, dass Christen in der Heiligung soweit gelangen müssen, dass sie sündlos leben. Anderenfalls sei man nicht bereit für die Versiegelung und die Aufnahme ins Reich Gottes bei der Wiederkunft. Zu diesem Schluss kam Wright aufgrund der seines Verständnisses aus der Verkündigung von A. T. Jones und E. J. Waggoner aus dem Jahr 1888, mit denen er sich beschäftigt hatte.
1954 wurde Wright aus der Gemeinschaft der Siebenten-Tags Adventisten ausgeschlossen und verlor auch seine Anstellung als Leiter einer neuseeländische Missionsschule, die er seit 1953 innehatte. Daraufhin begann er 1961 Vollzeit als Prediger für seine neuen Anhänger zu arbeiten. 1962 siedelte er mit seiner Familie von Neuseeland nach in den Norden von New South Wales, Australien, wo die Gruppe 1963 erstmals offiziell gegründet wurde.
Durch jährliche Konferenzen, die Camp-Meetings genannt wurden, bereitete sich die Gruppe in den Folgejahren von Australien und Neuseeland nach Nordamerika, Europa und Afrika aus. Außerdem brachte Wright ab 1964 eine monatliche Zeitschrift heraus, für die 1965 eine eigene Druckerei in Australien errichtet wurde. 1973 wurde auch eine Druckerei in Deutschland gegründet.
Durch die 1964 mehrmonatige Reise von Wright in die USA wurden Gruppen 1966 in Nordamerika, 1967 in Norwegen und 1969 in Deutschland gegründet, in den 1970er Jahren folgten Gruppen in weitere in Süd- und Ostafrika sowie in anderen europäischen Staaten, in den 1980er Jahren wurde eine Gruppe in Indien gegründet. 1988 wurden diese Gruppen dann unter dem Namen Sabbatruhe-Advent-Gemeinschaft zusammengefasst, die im Jahr 2002 etwa 2000 Mitglieder weltweit hatte.
Aufgrund der Parkinson-Erkrankung von Wright und der damit abnehmenden Sprachfähigkeit wurde der Deutsche Andreas Dura ab 1988 zum Hauptprediger auf Konferenzen und später auch Botschafter der Sabbatruhe-Advent-Gemeinschaft. Bis 1993 befand sich das Hauptquartier der Gruppe in Palmwoods, im australischen Bundesstaat Queensland. Da Besitzansprüche der Wright Familie nicht geklärt werden konnten, zog Wright nach Dickendorf in Deutschland und verlegte auch den Sitz der Gemeinschaft hierher. 1997 verstarb Wright dort im Alter von 71 Jahren.

### Deutschland
Nach den Besuchen von Wright in Deutschland von 1966 bis 1968 begann Wolfgang Meyer dessen Schrifttum zu übersetzen, ab 1970 sogar Vollzeit. Dadurch bildete sich eine Gruppe die vorrangig aus ehemaligen Siebenten-Tags-Adventisten bestand. 1973 wurde in Sonderbach im Odenwald eine Druckerei für die deutschsprachigen Schriften errichtet. Auch wurden jährliche Konferenzen in Deutschland organisiert. 1978 starb Wolfgang Meyer bei einem Verkehrsunfall, wodurch Andreas Dura die Leitung der Deutschen Gruppe übernahm und ab 1989 auch die Nachfolge von Wright und damit der gesamten Gemeinschaft antrat.
1982 die SAG ein Haus in Dickendorf, wohin sie auch die Druckerei umzogen. Später wurden hier auch Büros, ein Versammlungsraum, Gästezimmer und ein Lagerraum eingerichtet, sodass das Hauptquartier auch als Ausbildungsstätte für Jugendliche dient, die einen praktischen Einblick in die Arbeit die Gemeinschaft gewinnen sollen. 1998 schlossen sich verschiedene Gruppe der SAG in Deutschland zu einem Gemeindebund zusammen. Andreas Dura regte dies auch für anderen Ländern an.
Im Jahr 2021 verstarb Andreas Dura nach einer einjährigen Krankheit. Seitdem wird die Gemeinschaft von seiner Frau Uta Dura und Hans-Peter Hahn geführt.

### Heutige Verbreitung
In Europa gibt es etwa 100–150 Mitglieder der Gemeinschaft, wobei die meisten in Deutschland im Umkreis von Dickendorf leben. Auch im italienischen Alessandria trifft sich eine Gruppe mit dem Namen Chiesa avventista del riposo sabatico.

## Glaubensüberzeugung
Wie die meisten anderen adventistischen Denominationen hält auch diese Gruppe den Sabbat. Sie betonen die persönliche Beziehung zu Gott und die Erfahrung des Friedens und legen einen großen Wert auf gesunde Lebensgewohnheiten. Zentraler Glaubenspunkt, der sie von anderen Gruppen unterscheidet, ist die Doktrin, dass Gott niemals töte. Der Tod sei nur in der Welt, weil das Gesetz, das zum Erhalt des Lebens bestimmt sei, übertreten werde. Leiter werden nur direkt von Gott berufen und sind ausschließlich ihm verantwortlich. Das bedeutet, dass den Gemeindegliedern wird keine Rechenschaft gegeben werden muss. Weiterhin wird den Botschaften von Wright einen sehr großen Stellenwert beigemessen. Nur diejenigen, die seine Lehre akzeptieren werden im Gericht Gottes bestehen. Gleichzeitig sei die Zugehörigkeit zu einer Gemeinschaft zweitrangig, um gerettet zu werden.

## live2give
Die Sabbatruhe-Advent-Gemeinschaft schreibt, dass sie nicht um Mitglieder werbe. Für den Dienst am Menschen unterhält die Gemeinschaft die gemeinnützige Organisation mit dem Namen live2give.

### Bioläden
live2give betreibt in Dickendorf einen Biohofladen sowie einen Gesundkostladen in Gießen. Viele der verkauften Produkte werden in eigener Manufaktur oder Bäckerei hergestellt. In Tschechen wird ein Bioladen in Hranice und Pizzeria mit Lebensmittelfabrik in Zámrsky betrieben.

### Gemüseanbau
In Neuseeland und in Dickendorf unterhält live2give Landwirtschaftliche Betriebe zum Gemüseanbau. Das Gemüse wird neben den eigenen Läden auch auf Wochenmärkten und im Bio-Großhandel vertrieben. Der Mulch-Gemüseanbau in Dickendorf mit selbst entwickelten Maschinen wurde 2022 mit dem den Bundespreis Ökologischer Landbau im Bereich Pflanzenbau ausgezeichnet

### Arztpraxen
Andreas Dura unterhielt mit Joachim Schwarz auch eine Arztpraxis in Gießen. Hier wurde naturheilkundlich behandelt und unter anderem Studie für physikalische Therapie bei Morbus Bechterew mit Stangerbädern durchgeführt. Auch eine Physio- und Ergotherapetuische Behandlung wurde in die Praxis integriert. Anfang 2024 musste die Arztpraxis jedoch schließen.

### Sonstiges
In der Vergangenheit wurde außerdem in Tansania ein Wasenheim betrieben und von 2009 bis 2017 ein Kindergarten in Neuseeland.

## Kontroverse und Kritik

### Arztbesuche
Wright forderte, dass die Mitglieder bei Krankheiten nicht zum Arzt gehen, sondern sich von Gott heilen ließen. Andreas Dura, der in seinen späteren Lebensjahren noch Medizin studierte, widersprach dieser Aussage in einem Interview. Auch in späteren Veröffentlichungen heißt es das jedes Mitglied der SAG das uneingeschränkte Recht der freien Arzt- und Behandlungswahl habe. Zur Corona-Pandemie behauptete Andreas Dura, dass die Ausbrüche bei den Baptisten in Altenkirchen auf einen leichtsinnigen Glauben und Alkoholkonsum zurückzuführen seien.

### Sektiererische Strukturen
Ehemalige Mitglieder und Angehörige behaupten, dass die Gemeinschaft wie eine Sekte geführt werde. Radikale Doktrinen wie LGBTQ Feindlichkeit und Unterdrückung von Frauen sollen vorherrschen. Außerdem werde psychischer Druck auf Mitglieder ausgeübt, dass sie unbezahlte Überstunden machen und für Fehler hart bestraft werden. Das Leben der Mitglieder werde kontrolliert, sodass festgelegt sei, wie man sich kleiden oder was man essen dürfe. Aussteigern und Kritikern seien erpresst und isoliert worden.

### Eigenmächtiges Vorgehen in Dickendorf
Oktober 2021 wurde bekannt, dass live2give gGmbH unter einem Wirtschaftsweg offenbar eigenmächtig Versorgungsleitungen für Strom, Wasser und Wärme verlegt hatte, um die landwirtschaftlichen Betriebsstätten zu erweitern.